# Campañó
Pour les articles homonymes, voir Campano.
San Pedro de Campañó est une paroisse civile située dans la commune de Pontevedra, en Espagne. Selon le recensement municipal de 2020, elle comptait 1840 habitants. Elle compte 31 entités de population.

## Localisation
Campañó est situé au pied du mont Castrove, à trois kilomètres de la ville de Pontevedra. La rivière Rons et la route PO-531 la traversent.

## Patrimoine
C'est une paroisse riche en vestiges archéologiques; on y  a découvert des pétroglyphes et des poteries. Il y a un village castrexo, le castro de Campañó. De nombreux calvaires en pierre se trouvent sur tout son territoire, la plupart situés sur l'ancien site de Bartram, au XVIe siècle. Au début du XVIIe siècle, certaines terres de la paroisse appartenaient à l'archevêque de Compostelle, Maximilien d'Autriche.
Le temple de Campañó est d'origine romane, mais a été rénové au XVIIIe siècle. À l'intérieur il présente une décoration variée et un grand retable avec la figure de San Pedro au fond; il y a une image gothique du XIVe siècle de la Vierge.

## Festivités
Au début de l'été, les festivités de San Pedro (29 juin) et San Paio (30 juin) sont célébrées. La Vierge des Douleurs est fêtée les 17 et 18 septembre. Le 12 octobre, jour du Pilar, il y a aussi une fête dans la paroisse, étant la seule à se tenir au lieu-dit de Sabaris.

## Caractéristiques
Campañó compte plusieurs établissements d'enseignement: le CEIP Parada, avec une centaine d'étudiants, et l'école privée Los Sauces.
Dans la paroisse se trouve la zone industrielle et commerciale d'O Vao, en bordure de la commune de Poio et l'hippodrome de Campañó.

## Sports
L'équipe Campañó ADX (chemise dorée, pantalon noir et chaussettes noires) est en 3ème division en Regional.

## Galerie d'images

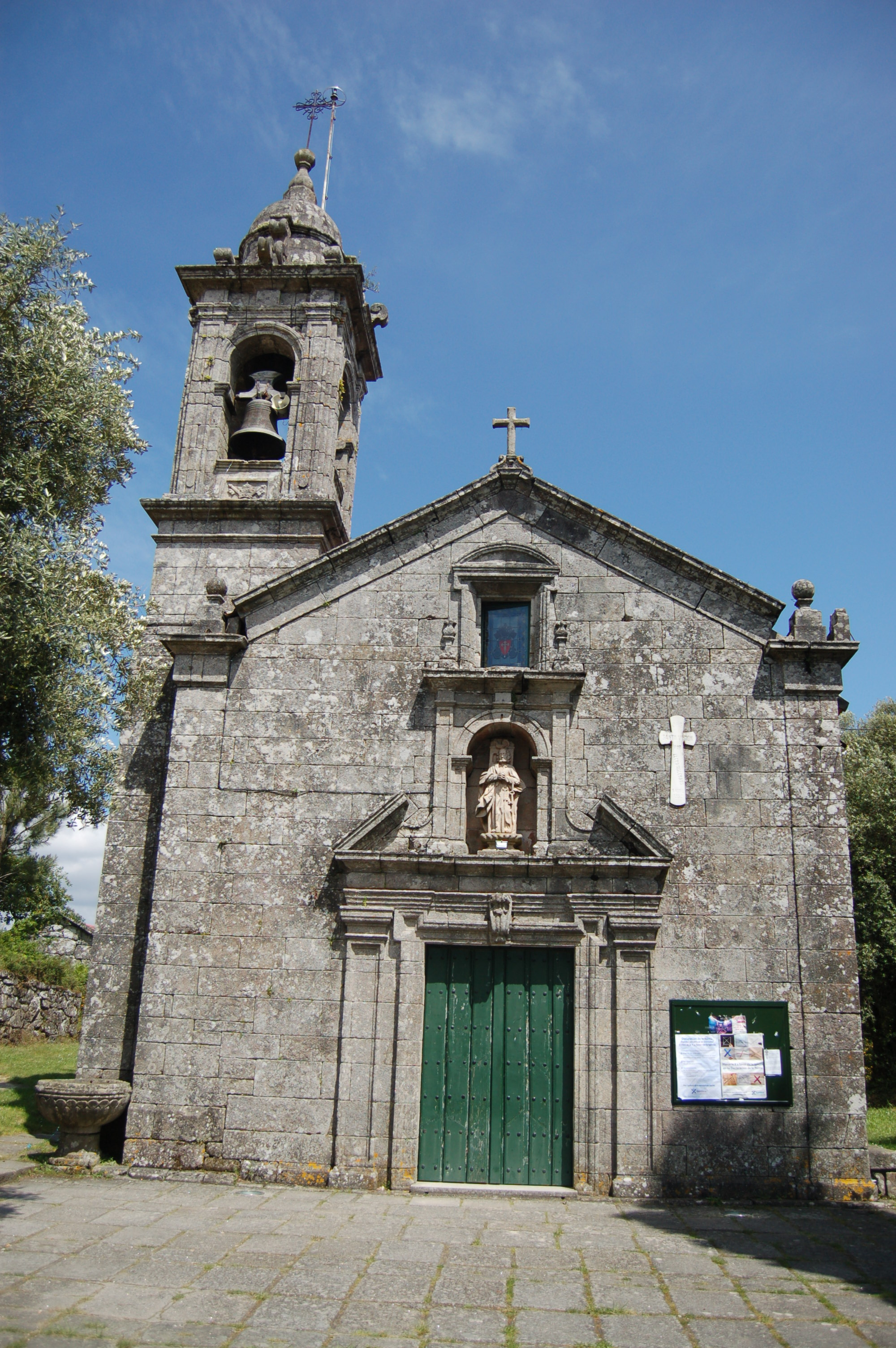
Église Saint-Pierre.
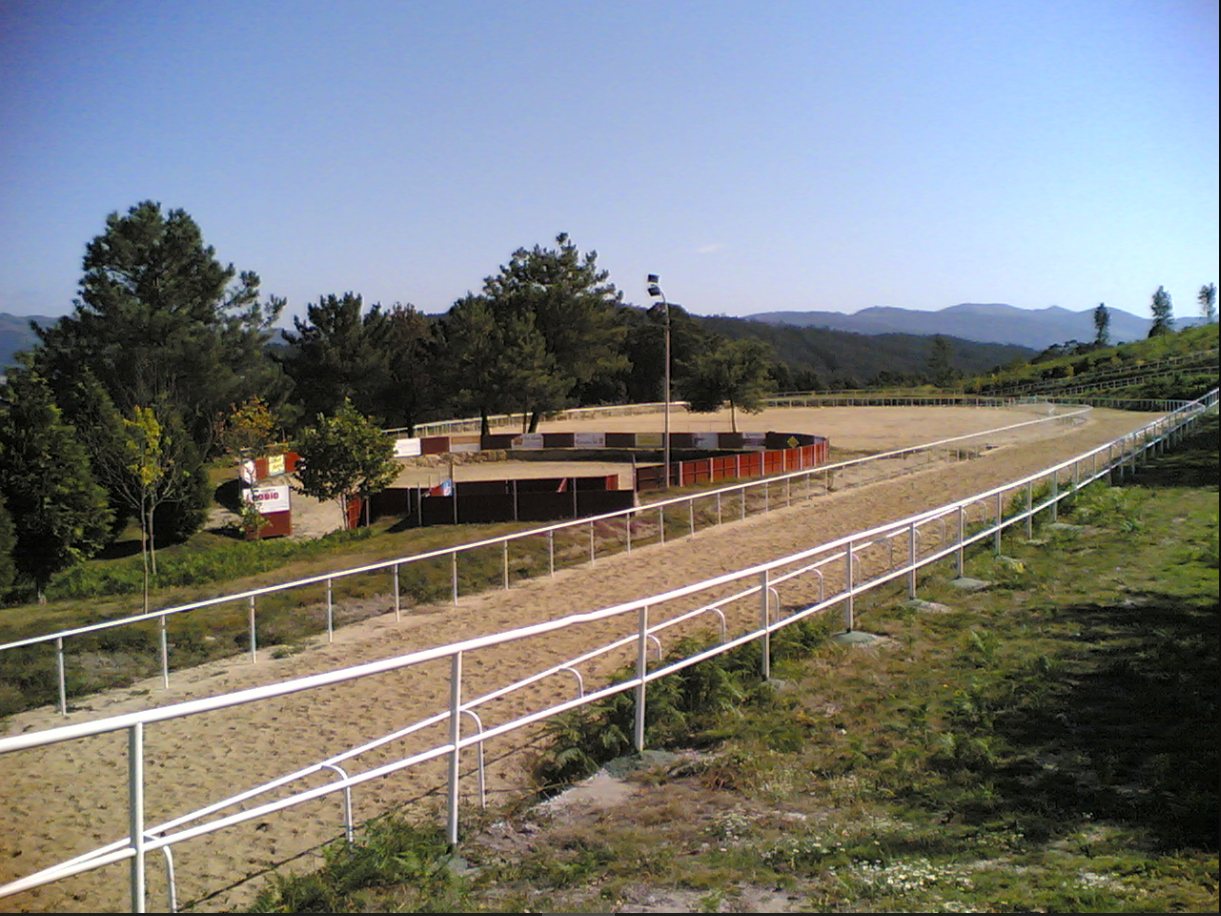
Hippodrome de Campañó.